# Thomas Adams Jr
Thomas Adams Jr (1818 — 1905) foi um inventor e fotógrafo estadunidense, iniciou a produção e comercialização de uma goma de mascar  denominada chiclete, em 1872.
Conheceu através de um ex-general mexicano  chamado  Antonio López de Santa Anna uma goma que mascava produzida a partir de uma seiva extraída de uma planta denominada chicle ("chi-clé"  que significa chi = boca e clé = movimento). Comprou uma grande quantidade do produto com a intenção de produzir pneus e outros produtos. O produto não servindo para a produção de pneus e outros materiais, porque era muito mole, adicionou alcaçuz ao produto para adquirir sabor, criando o chiclete com sabor não original da seiva. Posteriormente, substituiu a goma por uma cera parafinada derivada do petróleo.